# 신경혈관다발

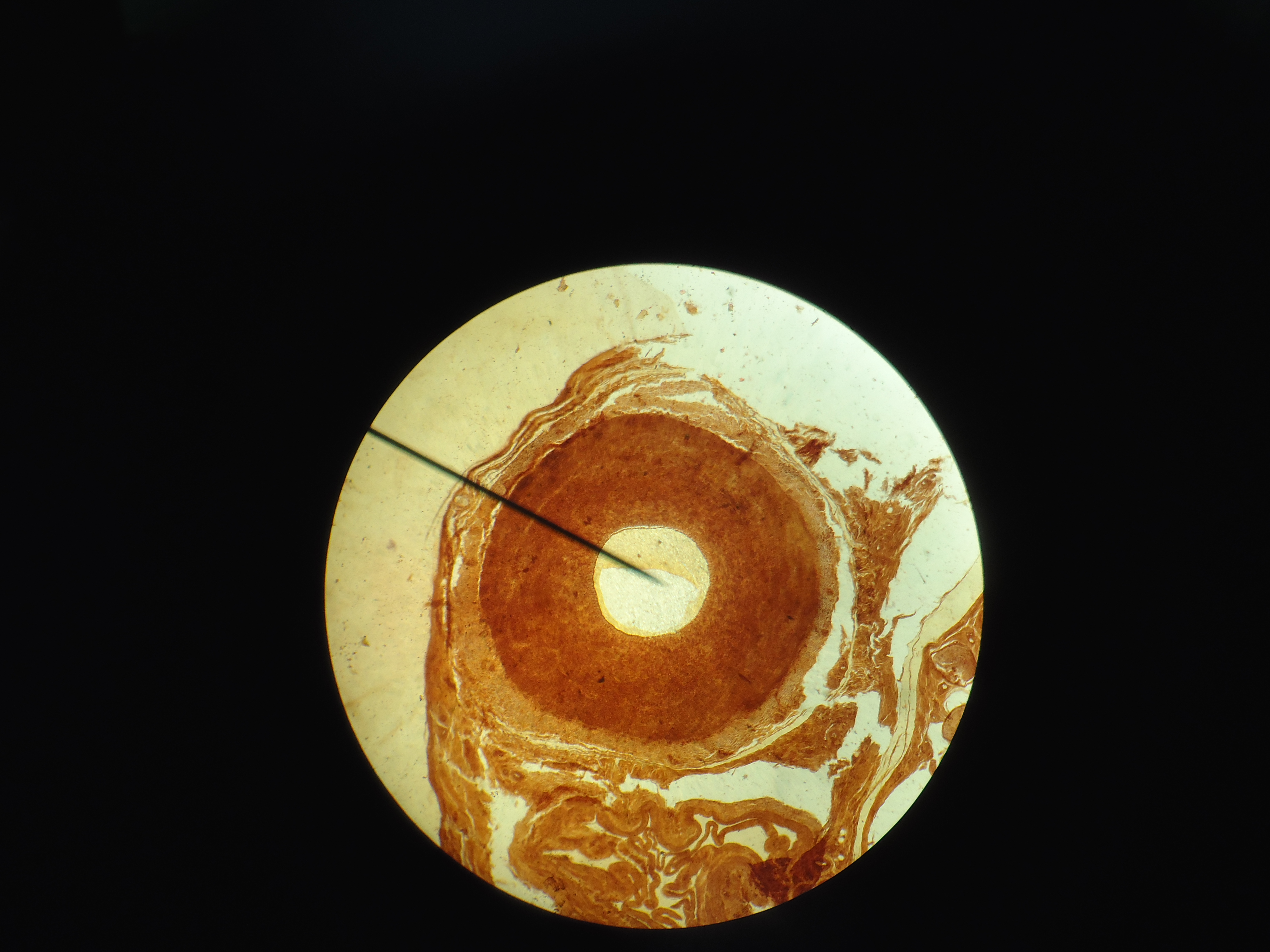
신경혈관다발, H&E 염색, 40배율.

신경혈관다발(neurovascular bundle)은 신경과 정맥이 결합 조직과 결합하여 나란히 이동하는 구조이다. 경우에 따라 동맥과 림프관이 포함될 수 있다.

## 구조
신경혈관다발에는 얕은 다발과 깊은 다발의 두 가지 유형이 있다. 동맥은 얕은근막(피부 아래의 성긴결합조직) 내에서 이동하지 않기 때문에 얕은 신경혈관다발은 구성과 기능 모두가 깊은 신경혈관다발과 다르다.

### 얕은 다발
얕은 신경혈관다발은 동맥을 포함하지 않으며 주로 모세혈관과 신경으로 구성된다. 모세혈관은 세포외액과 혈액 사이의 물질 교환이 일어나는 장소이기 때문에 표면적이 크고 확산 거리가 짧은 경향이 있다. 일반적으로 모세혈관은 상피 세포의 단일 층으로 이루어진 내피로 둘러싸인 중앙의 내강으로 구성된다.

### 깊은 다발
종종 동맥을 포함하는 깊은 신경혈관다발은 얕은 신경혈관다발보다 복잡한 구조를 가지고 있다. 동맥은 모세혈관과 정맥에 비해 내강 안의 혈압이 높기 때문에 이 다발은 내피 외부에 평활근과 결합 조직 구조를 추가로 가지고 있다. 이 구조는 동맥이 수축, 이완하는 것을 가능하게 하며 유연성을 유지하고 압력을 받을 때 혈액을 전달할 수 있도록 한다.

## 기능
신경혈관다발은 중요한 신경에 산소가 공급된 혈액을 지속적으로 공급할 수 있도록 만든다.

## 임상적 중요성
얕거나 깊은 신경혈관 다발 모두 절개 중에 위험할 수 있다.

### 다리 수술
다리 수술에서 위험에 처하는 주요 얕은 신경혈관다발은 안쪽으로는 큰두렁정맥과 정맥과 동반하는 신경이고, 가쪽으로는 얕은종아리신경이다. 얕은종아리신경은 종아리뼈의 목 근처에 있는 온종아리신경에서 시작하여 긴종아리근과 짧은종아리근 사이를 지나가며 해당 근육들에 운동가지를 내어 분포한다. 그런 다음 얕은 가지가 발의 등쪽으로 계속되어 발등의 피부에 감각 섬유를 낸다.
위험할 수 있는 주요 깊은 신경혈관다발은 뒤정강동맥이다. 이 동맥은 뒤정강근과 긴발가락굽힘근의 뒤쪽에 놓여 있으며 긴엄지굽힘근 힘살의 안쪽에 위치한다. 안쪽발바닥동맥과 가쪽발바닥동맥을 낸다.
수술하는 동안 신경학적 손상을 예방하기 위해서는 얕고 깊은 신경혈관다발들을 보호해야 한다.

### 전립샘 수술
신경 보존(nerve-sparing, NS) 근치적(radical) 전립선 절제술 동안 신경혈관다발을 보존하면 오줌을 참는 능력과  발기 기능이 향상된다. 결과적으로 NS는 이전에 많은 외과의에게 non-NS 수술만을 받았던, 이미 발기부전이 있던 사람이나 노인에게 권장된다.

## 참고 문헌
- Gray's Anatomy: The Anatomical Basis of Clinical Practice, Expert Consult, 40e. By Susan Standring, PhD, DSc, Emeritus Professor of Anatomy, Head of Anatomy and Human Sciences, King's College London, London, UK. 9780443066849

1. ↑  “Tibial shaft” (영어). 2022년 2월 23일에 확인함.
2. ↑  Faure Walker, Nicholas; Nair, Rajesh; Anderson, Chris (September 2015). “Re: Gunnar Steineck, Anders Bjartell, Jonas Hugosson, et al. Degree of Preservation of the Neurovascular Bundles During Radical Prostatectomy and Urinary Continence 1 Year after Surgery. Eur Urol 2015;67:559–68”. 《European Urology》 68 (3): e63. doi:10.1016/j.eururo.2015.04.014. PMID 25913067.